# Lexington (Illinois)
Pour les articles homonymes, voir Lexington.
Lexington est une petite ville du comté de McLean dans l'Illinois aux États-Unis. Elle est fondée en 1836 par  Asahel Gridley (en) et James Brown et incorporée le 14 mai 1890.

## Démographie
Lors du recensement de 2010, la ville comptait une population de 2 060 habitants. Elle est estimée, en 2016, à 2 048 habitants.

## Source de la traduction
- (en) Cet article est partiellement ou en totalité issu de l’article de Wikipédia en anglais intitulé « Lexington, Illinois » (voir la liste des auteurs).